# 大人の趣味と生活向上◆アクトオンTV
「アクトオンTV◆大人の趣味とライフスタイル」（アクトオンティーヴィー）は、ケーブルテレビなどで放送されていたCS専門チャンネルである。

## 概要
企画・運営は、ジュピターテレコム（J:COM）の子会社である、株式会社ジュピタービジュアルコミュニケーションズ（JVC）が行っていた。
リクルートのデジタル衛星放送事業部の新規事業としてサービス開始し、同社のスクール情報誌『ケイコとマナブ』と連動し、資格取得・習い事を題材とした『ケイコとマナブChannel』としてスタートした後、2004年に『Act On TV』へ、さらに2006年に「大人の趣味と生活向上◆アクトオンTV」、2016年4月から現在の名称へと改称し、趣味や生活など、ライフスタイル全般に関わる情報番組、ハウツー番組を放送している。
メインの視聴対象は40 - 50代の男性で、昼間は主婦やシニア層向けのコンテンツも多数編成している。自社制作番組の比率が70%以上と高く、著作権を有するオリジナルコンテンツを多数保有しているのも強みとなっている。J:COMでは2007年11月よりデジタル放送のベーシックチャンネルとして放送を開始した。
原則として全ての番組が30分の放送で、新番組は毎月月初に登場し、以降は月末まで繰り返し放送される。エクササイズや料理、パソコンなど、他のチャンネルには無いハウツー系の番組は情報価値も高く、1年以上前に制作された番組が放送されることも特徴の一つとなっている。
マルチメディア＆マルチプラットフォームの時代の到来にあわせ、ケーブルテレビ局のVODでの配信にもいち早く対応を開始。J:COMのVODサービス「J:COM オン デマンド」をはじめ、「iTSCOMオンデマンド」で一部番組が視聴できる。自社のWebサイトよりストリーミング配信でも視聴可能。
2019年12月20日、2020年3月31日24時で放送とWEB配信を終了すると発表した。

## 沿革
- 1983年 - リクルート、映像事業部を分離独立させ、「リクルート映像(RE)」を設立。
- 1996年 - リクルート、パーフェクTV!（現・スカパー!プレミアムサービス）にて「学びCHANNEL」の放送開始。REに番組制作を、サテライトニュース（現・BBCワールドジャパン）に放送事業を委託。
- 1997年 - リクルート、ディレクTVにて「ケイコとマナブChannel」「テレビじゃマ〜ル」を放送開始。翌年（1998年）には、スカイパーフェクTV!でも開始（旅チャンネルやMONDO21（現・MONDO TV）を運営するJICに放送事業を委託）。
- 1999年 - RE、リクルートより放送番組の企画、編成、制作にわたる事業運営全般を受託。
- 2000年 - ディレクTV・スカイパーフェクTV!での「学びCHANNEL」「テレビじゃマ〜ル」の放送を終了。
- 2001年 - REはリクルートビジュアルコミュニケーションズ（RVC）に社名変更。
- 2002年 - リクルート、RVCに「ケイコとマナブChannel」の運営を移管。
- 2004年4月 - 「ケイコとマナブChannel」を「Act On TV」に改称。
- 2004年12月 - 「Act On TV」、WOWOWデジタルプラスでの放送開始（CS-WOWOWに放送事業を委託）。
- 2006年10月 - 「大人の趣味と生活向上◆アクトオンTV」に改称。
- 2006年12月 - WOWOWデジタルプラスでの放送を終了。
- 2007年7月 - リクルート、RVC株式の80.02%をジュピターテレコムに譲渡。社名を「株式会社ジュピタービジュアルコミュニケーションズ（J-VC）」に変更。
- 2007年9月 - 電通がジュピターテレコム保有のJ-VC株10%を取得。
- 2012年3月31日 - スカパー!、スカパー!光（現・スカパー!プレミアムサービス光）への配信終了。ケーブルテレビのみの配信になる。
- 2016年4月1日 - 「アクトオンTV◆大人の趣味とライフスタイル」に改称。
- 2020年3月31日 - 24時をもって放送とWEB配信を終了した[2]。